# Liste du patrimoine immobilier classé de Lasne
Cette page regroupe l'ensemble du patrimoine immobilier classé de la ville belge de Lasne.
| Objet | Année de construction / Architecte | Adresse                                           | Section communale | Coordonnées                      | Numéro d’inventaire | Illustration                                                          |
| --- | ---------------------------------- | ------------------------------------------------- | ----------------- | -------------------------------- | ------------------- | --------------------------------------------------------------------- |
| Le Gros Tilleul qui orne la place de Renival, à Lasne-Chapelle-Saint-Lambert                                                                                                   |                                    | Place de Renival, te Lasne-Chapelle-Saint-Lambert |                   | 50° 40′ 55″ nord, 4° 29′ 31″ est | 25119-CLT-0002-01   | Image manquanteTéléverser                                             |
| Abbaye d'Aywiers et les terrains environnants à Couture-Saint-Germain |                                    | Couture-Saint-Germain                             |                   | 50° 40′ 08″ nord, 4° 27′ 52″ est | 25119-CLT-0003-01   | Abbaye d'Aywiers et les terrains environnants à Couture-Saint-Germain |
| Ancienne cure de Maransart, le mur d'enceinte et la grille, à Lasne (M) ainsi que l'ensemble formé par la cure et le jardin (S)                                                |                                    | Lasne                                             |                   | 50° 39′ 38″ nord, 4° 27′ 38″ est | 25119-CLT-0004-01   | Image manquanteTéléverser                                             |
| Tour de l'église Saint-Étienne d'Ohain |                                    | Ohain                                             |                   | 50° 41′ 40″ nord, 4° 28′ 10″ est | 25119-CLT-0007-01   |                                                                       |
| Ensemble formé par l'église Saint-Étienne et ses abords immédiats, à Ohain |                                    | Ohain                                             |                   | 50° 41′ 40″ nord, 4° 28′ 09″ est | 25119-CLT-0008-01   |                                                                       |
| Totalité de l'église Saint-Étienne d'Ohain à Lasne, dont la tour a été classée comme monument par arrêté royal du 21 décembre 1936 et le site par arrêté royal du 30 mars 1962 |                                    | Lasne                                             |                   | 50° 41′ 40″ nord, 4° 28′ 11″ est | 25119-CLT-0009-01   | Image manquanteTéléverser                                             |
| Ensemble formé par la place communale de et à Ohain |                                    | Ohain                                             |                   | 50° 41′ 50″ nord, 4° 28′ 14″ est | 25119-CLT-0010-01   | Ensemble formé par la place communale de et à Ohain                   |
| Le chêne pédoncule situé chemin du Moulin, à Lasne |                                    | chemin du Moulin, Lasne                           |                   | 50° 41′ 47″ nord, 4° 28′ 40″ est | 25119-CLT-0011-01   | Image manquanteTéléverser                                             |
| Ferme de la Haie Sainte sise à Plancenoit |                                    | Plancenoit                                        |                   | 50° 40′ 41″ nord, 4° 24′ 43″ est | 25119-CLT-0012-01   |                                                                       |
| La stèle, le socle, les marches et la ferronnerie du monument prussien (M) ainsi que l'ensemble formé par ce monument et ses abords à Lasne (S)                                |                                    | Lasne                                             |                   | 50° 39′ 50″ nord, 4° 25′ 41″ est | 25119-CLT-0014-01   |                                                                       |
| Colonne Victor Hugo sise chaussée de Charleroi à Plancenoit |                                    | Chaussée de Charleroi, Plancenoit                 |                   | 50° 40′ 00″ nord, 4° 24′ 49″ est | 25119-CLT-0015-01   |                                                                       |
| Monument des Français dit L'Aigle blessé |                                    | Lasne                                             |                   | 50° 39′ 58″ nord, 4° 24′ 48″ est | 25119-CLT-0016-01   |                                                                       |
| Monument aux Hanovriens, à Lasne |                                    | Lasne                                             |                   | 50° 40′ 46″ nord, 4° 24′ 45″ est | 25119-CLT-0017-01   |                                                                       |
| Monument Gordon, à Lasne (+ BRAINE-L'ALLEUD/Braine l'Alleud) |                                    | Lasne                                             |                   | 50° 40′ 47″ nord, 4° 24′ 43″ est | 25119-CLT-0018-01   |                                                                       |
| Rive droite du Smohain à Lasne |                                    |                                                   |                   | 50° 41′ 25″ nord, 4° 28′ 07″ est | 25119-CLT-0019-01   | Image manquanteTéléverser                                             |
| Rive gauche ainsi que la basse vallée du Smohain à Lasne |                                    | Lasne                                             |                   | 50° 41′ 56″ nord, 4° 29′ 56″ est | 25119-CLT-0020-01   | Image manquanteTéléverser                                             |
| Place de Ransbeck, à Ohain |                                    | Ohain                                             |                   | 50° 42′ 11″ nord, 4° 26′ 20″ est | 25119-CLT-0022-01   | Image manquanteTéléverser                                             |
| Champ de bataille de 1815 de Waterloo (+ WATERLOO/Waterloo et BRAINE-L'ALLEUD/Braine-l'Alleud)                                                                                 |                                    |                                                   |                   | 50° 40′ 05″ nord, 4° 23′ 22″ est | 25119-CLT-0023-01   | Image manquanteTéléverser                                             |
| Le champ de bataille de 1815 de Waterloo (+ WATERLOO/Waterloo et BRAINE-L'ALLEUD/Braine-l'Alleud)                                                                              |                                    |                                                   |                   | 50° 40′ 05″ nord, 4° 23′ 22″ est | 25119-PEX-0001-01   | Image manquanteTéléverser                                             |